# 24時間まるごとライブ LOVE LOVE2000
『ワールドカウントダウンスーパースペシャル 24時間まるごとライブ LOVE LOVE2000〜世界中のこどもたちへ僕らが愛でできること』は、1999年12月31日（金曜）21:00（JST）から2000年1月1日（土曜）20:54（JST）までフジテレビ系列で生放送された年越し番組（音楽バラエティ番組）である。

## 概要
1987年から毎年7月に『FNS27時間テレビ』を放送しているフジテレビにとって、史上初となる24時間年越し番組で、『LOVE LOVE あいしてる』をベースにした番組。総合司会を吉田拓郎とKinKi Kidsが務め、また篠原ともえ・千秋・LOVE LOVE ALL STARSも出演した。
テーマは「世界を愛でつなぐ」。
ALL STARSは未来に残したい名曲を披露、また、世界7ヶ国・8都市にある「ニューイヤーファンラン」の会場から中継、各国の模様を伝える。

## 主な出演者

### 総合司会
- 吉田拓郎
- KinKi Kids
  - 堂本光一
  - 堂本剛

## 放送内容
- 12月31日 21:00：オープニング[2]
- 12月31日 23:45：J-FRIENDSとカウントダウン熱狂生中継[2] - 『ジャニーズカウントダウンライブ』の前身。
  - メイン：J-FRIENDS *1月1日 0:00：めちゃ×2あいしてるッ!![2] - 『めちゃ×2イケてるッ!』とのコラボで、岡村隆史がお台場ファンラン挑戦。
  - 出演者：ナインティナイン、よゐこ、極楽とんぼ、雛形あきこ、鈴木紗理奈、光浦靖子、武田真治、MAX、ウルフルズ ほか

- 1月1日 5:30：めざましテレビ2000[3] - 日本各地からの初日の出を中継。
- 1月1日 8:45：第33回初詣！爆笑ヒットパレード[3] - 史上初の特番内での放送。
  - 司会：ダウンタウン
  - 出演寄席芸人：西川きよし、ココリコ、ネプチューン、藤井隆、極楽とんぼ、山田花子、オール阪神・巨人、宮川大助・花子、夢路いとし・喜味こいし、西川のりお・上方よしお ほか
- 1月1日 12:00：ウルトラLOVE LOVE I LOVE YOU2000賀正[3] - 『LOVE LOVE』メンバーがゲストとのトークやゲームを行う。
  - ゲスト：鈴木あみ、プッチモニ ほか
- 1月1日 開始時刻不明：生V6の素SP[3]
  - メイン：V6
- 1月1日 開始時刻不明：ハッピーバースデー！2000[3] - 1月1日がKinKiの堂本光一の誕生日であるため、かつて放送した『ハッピーバースデー!』を復活して祝福。
- 1月1日 開始時刻不明：謹賀珍年!プロ野球珍プレー2000[3]
  - 司会・ナレーター：みのもんた
- 1月1日 18:00：FNNスーパーニュース[3] - 通常は年末年始体制により『FNNニュース』として放送されるが、前日の12月31日から1月3日まで特別にこのタイトルで放送。
- 1月1日 開始時刻不明：グランドフィナーレ[3]

## 影響を受けた番組
当番組の編成で影響を受けた恒例正月特番が存在した。
- 新春かくし芸大会
  - 通常は1月1日に放送されるが、当番組の編成で1月1日には放送出来ず、1995年大会以来の1月2日放送となった。
- オールスター爆笑ものまね紅白歌合戦!!
  - 概ね1月2日か、時によっては1月1日か1月3日に放送されるが、当番組編成や『かくし芸』の放送のずれにより、当番組前日の1999年12月30日に放送、これに伴い副題は『新春特番』から『年末特番』、テーマ曲は『一月一日』から『お正月』に、それぞれ変更された。なお1999年は1月2日も放送されたので、年2回の放送となったが、この回の放送を以て『ものまね王座決定戦』と統合し『爆笑そっくりものまね紅白歌合戦スペシャル』となる。

## ネット局について
- テレビ大分は「めちゃ×2あいしてるッ!!」コーナー終了以降、元日21:30までこれを含めたフジテレビの番組が放送出来なかった。（「スーパーニュース」を除く）
- また、関西テレビなど一部地域は「生V6の素」「ハッピーバースデー!2000」は放送されず、別番組（関西テレビでは「快傑えみちゃんねる」の正月特番）を放送した。

## 主要スタッフ
- 構成：高須光聖、津曲裕之、山内浩嗣、大野慶助・伊藤正宏、鈴木淳、渡辺真也、鈴木おさむ、矢部正、野村正樹、米澤秀樹、腰山一生、見崎新吾、高橋裕幸、倉本美津留、木村祐一、井上知幸、遠藤達也、成田はじめ、伊東雅司、高橋ナツコ、菊原共基、右近亨、あべ、野中浩之・高田文夫・玉井貴代志
- 技術統括：佐藤五十一
- 総合TD：馬場直幸
- 海外総合TD：吉本治
- SW：一ノ瀬一、堀田満之、金涌博行、大嶋隆、石田智男、入部紳一郎、伊佐憲一、障子川雅則、坂本淳一、竹内弘佳、田原健二、大山浩文、毛利敏彦、河合宣貴、木明良三、稗田皆力、広瀬重雄、馬場雄二、佐々木信一、石黒義満、高木真、菅野恒雄、依田淳、甲斐匡、大嶋徹、浦部瑞一、上藪直志、岩沢忠夫、島本健司
- カメラ：米山和孝
- 音声：萩原政男、相馬厚
- VE：大西幸二
- 照明：須藤直宏、植松晃一、三浦雅哉
- 中継担当：川島徳之、清水伸恭
- 中継：渋川幸男
- 報道技術：稲田智徳
- ヘリ技術：鵜沢修、浜野修、森本聡
- 回線：荒井洋一、藤井秀奇、久米村豊
- 音響効果：川端智之、中田圭三
- マルチ：太田和明
- 放送部：大塚聖
- 技術協力：共同テレビ、八峯テレビ、ニユーテレス、FLT、共立、サンフォニックス、東京三光、明光セレクト、4-Legs、orb、インターナショナルクリエイティブ、TAMCO、IMAGICA、笑カンパニー、池田屋、スウィッシュ・ジャパン、東京フイルム・メート、プロジェクト80、タダノ照明企画
- 美術統括：石鍋伸一朗
- 美術プロデュース：井上幸夫
- デザイン：越野幸栄
- 美術進行：中村秀美
- 大道具：吉野雅則
- アートフレーム：近藤和茂
- 電飾：今石純一
- アクリル装飾：貝野瀬修
- 装飾：加藤大輔
- メイク：小島百合子
- 視覚効果：小熊雅樹
- 生花装飾：長崎由利子
- 衣裳：石井久美子
- メカニック：平野正英
- 楽器：磯元洋一
- 美術制作：フジアール 武田方征、荒木裕二、林統一
- NEW YEAR ファンラン：
  - 主催：AIMS(国際マラソン協会)、フジテレビジョン
  - 後援：日本陸上競技連盟、東京都、臨海副都心まちづくり協議会
  - 主管：東京陸上競技協会
  - 運営協力：ランナーズ
  - 実行委員長：帆佐寛章（AIMS）
  - チーフプロデューサー：西上均
  - プロデューサー：鵜月隆朗、大野高義
  - アシスタントプロデューサー：上東わたる、佐々木順子
- シドニー：
  - ディレクター：黒木省一郎
  - 技術：佐川幸栄
  - コーディネーター：稲田博
  - 制作協力：テレビ新広島、関西テレビ放送
- パリ：
  - ディレクター：窪田正利
  - 技術：秋山広和、児玉洋
  - コーディネーター：MILOU PROD
  - 制作協力：北海道文化放送
- リオデジャネイロ：
  - ディレクター：小林稔典
  - 技術：塩津英史
  - コーディネーター：オセロット
  - 制作協力：テレビ静岡
- ニューヨーク：
  - プロデューサー：渡邉光男
  - ディレクター：渡辺亨
  - 技術：勝城啓之
  - コーディネーター：古市勲
  - 制作協力：FCI-NY
  - 技術協力：Topspin Creative Corporation
  - 取材協力：OFFICE KEI
- ホノルル：
  - ディレクター：渡邊信治
  - 技術：斉藤浩太郎
  - コーディネーター：KIMIYA NAKANO
  - 制作協力：東海テレビ放送
  - 技術協力：MAXIVISION USA
- バンコク：
  - コーディネーター：メディアインターナショナル
- ケープタウン：
  - コーディネーター：CROWN TRAVEL
- 海外コーディネート：アムハースト・リミテッド
- 音楽コーディネート：須永武典、堀野隆敏
- 振り付け：カーニバル三浦
- WEB MASTER：鬼熊陽一郎
- WEB COMIX：川村麻子
- スタイリスト：熊谷章子
- 番組ディレクター：片岡飛鳥、中村肇、戸渡和孝、近藤真広、五十嵐英次、平林長務、小松純也、林田竜一、神原孝、白髭晋二、小仲正重、岡泰二、加納慎介、戌亥芳昭、山口誠一郎、福原伸治、岩村真理子、仮屋隆典、板谷栄司、菅野貴志、須藤勝、落合仁、石井栄一、岩渕陽、小柳仁、山下浩一、岩橋正憲
- 番組担当プロデューサー：鈴木克明、柴崎敦子、吉田正樹、西山雅庸、大前一彦、高崎邦雄、菊池裕、菊池啓一、米川一成、水口昌彦、清水宏泰
- タイムキーパー：石原由季、石井成子、松下絵里、斉藤裕里、山中京子、山口美香、久保田有紀子、江野澤郁子、菅原洋子、平野美紀子、槇加奈子、山口美保子、江守紀代子
- デスク：廣瀬益己、栗田美奈子、殿村えみ
- 運営：栗林堅太郎、岡庭幸代、相良和矢、西敏也
- 制作進行：黒木彰一、篠原一成、上野和彦
- ディレクター：城野智則、深沢一浩、後藤優
- 総合演出：冨田哲朗
- 総合プロデューサー：きくち伸
- ゼネラルプロデューサー：王東順、佐藤義和
- 制作：井上信悟
- 協力：東京ドーム、キョードー東京、ヤングコミュニケーション、エーティーネット、インターナショナルスポーツ&マーケティング
- チャリティ協力：ジャニーズ事務所
- 制作協力：NCV、CONTROL、BEE BRAIN、オフィス源、D:COMPLEX、FCC、ZAZOU、TOSS PLANNING、JET、ハーフトーンミュージック
- 制作著作：フジテレビ